# Jonathan Sterling
Jonathan Sterling (* 16. April 1982 in Hampton, Virginia) ist ein US-amerikanischer Schiedsrichter im Basketball, der seit dem Jahr 2017 in der NBA tätig ist. Er trägt die Uniform mit der Nummer 17.

## Karriere

### College-Basketball
Vor dem Einstieg in die NBA arbeitete er für sieben Jahre als College-Basketballschiedsrichter in der American Athletic Conference , Sun Belt Conference, Southern Conference, Southern Intercollegiate Athletic Conference, Sunshine State Conference, Peach Belt Conference und Conference USA.

### National Basketball Association
Sterling begann im Jahr 2017 seine NBA-Schiedsrichterlaufbahn beim Spiel der Utah Jazz gegen die Denver Nuggets.
Zuvor war er sechs Jahre als Schiedsrichter in der NBA G-League und drei Jahre in der Women’s National Basketball Association tätig.

## Privates
Er ist mit der NBA-Schiedsrichterin Lauren Holtkamp-Sterling verheiratet.